# دهه ۱۴۹۰ (میلادی)
دهه ۱۴۹۰ (میلادی) صد و چهل و نهمین دهه تقویم میلادی است.
‎